# Université George Fox
Pour les articles homonymes, voir GFU.
L'université George Fox (en anglais : George Fox University ou GFU) est une université américaine située à Newberg dans l'Oregon.

## Historique
L'établissement a été fondé par des pionniers quakers en 1885. En 1949, il a été renommé en l'honneur de George Fox.

## Source
- (en) Cet article est partiellement ou en totalité issu de l’article de Wikipédia en anglais intitulé « George Fox University » (voir la liste des auteurs).